# Herrarnas fyra utan styrman i rodd vid olympiska sommarspelen 1980
Herrarnas fyra utan styrman i rodd vid olympiska sommarspelen 1980 avgjordes mellan den 20 och 27 juli 1980. Grenen hade totalt 48 deltagare från 12 länder.

## Medaljörer
| Gren              | Guld                                                                       | Silver                                                                        | Brons                                                              |
| Fyra utan styrman | Östtyskland Siegfried Brietzke Andreas Decker Stefan Semmler Jürgen Thiele | Sovjetunionen Aleksej Kamkin Valerij Dolinin Aleksandr Kulagin Vitali Eliseev | Storbritannien John Beattie Ian McNuff David Townsend Martin Cross |

## Resultat

### Heat

#### Heat 1
| Placering | Roddare                                                                          | Land            | Tid     |
| --------- | -------------------------------------------------------------------------------- | --------------- | ------- |
| 1         | Aleksej Kamkin, Valerij Dolinin, Aleksandr Kulagin, Vitali Eliseev               | Sovjetunionen   | 6:31,71 |
| 2         | Vojtěch Caska, Jiří Prudil, Josef Neštický, Lubomír Zapletal                     | Tjeckoslovakien | 6:43,30 |
| 3         | Georgi Georgiev, Latjezar Bojtjev, Kiril Kirtjev, Valentin Stoev                 | Bulgarien       | 6:47,21 |
| 4         | Jean-Pierre Bremer, Nicolas Lourdaux, Bernard Bruand, Dominique Basset           | Frankrike       | 6:50,18 |
| 5         | Mirosław Jarzembowski, Mariusz Trzciński, Henryk Trzciński, Marek Niedziałkowski | Polen           | 6:55,28 |
| 6         | Wenceslao Borroto, Ismael Carbonell, Jorge Álvarez, Hermenegildo Palacio         | Kuba            | 7:02,83 |

#### Heat 2
| Placering | Roddare                                                           | Land           | Tid     |
| --------- | ----------------------------------------------------------------- | -------------- | ------- |
| 1         | Siegfried Brietzke, Andreas Decker, Stefan Semmler, Jürgen Thiele | Östtyskland    | 6:19,93 |
| 2         | Daniel Voiculescu, Carolică Ilieş, Petru Iosub, Nicolae Simion    | Rumänien       | 6:32,16 |
| 3         | Jürg Weitnauer, Bruno Saile, Hans-Konrad Trümpler, Stefan Netzle  | Schweiz        | 6:32,74 |
| 4         | John Beattie, Ian McNuff, David Townsend, Martin Cross            | Storbritannien | 6:42,73 |
| 5         | Kent Larsson, Pär Hurtig, Jan Nicklasson, Göran Johansson         | Sverige        | 6:49,78 |

### Återkval

#### Heat 1
| Placering | Roddare                                                                  | Land            | Tid     |
| --------- | ------------------------------------------------------------------------ | --------------- | ------- |
| 1         | Jürg Weitnauer, Bruno Saile, Hans-Konrad Trümpler, Stefan Netzle         | Schweiz         | 6:16,07 |
| 2         | Vojtěch Caska, Jiří Prudil, Josef Neštický, Lubomír Zapletal             | Tjeckoslovakien | 6:18,49 |
| 3         | Jean-Pierre Bremer, Nicolas Lourdaux, Bernard Bruand, Dominique Basset   | Frankrike       | 6:19,21 |
| 4         | Kent Larsson, Pär Hurtig, Jan Nicklasson, Göran Johansson                | Sverige         | 6:29,33 |
| 5         | Wenceslao Borroto, Ismael Carbonell, Jorge Álvarez, Hermenegildo Palacio | Kuba            | 6:40,84 |

#### Heat 2
| Placering | Roddare                                                                          | Land           | Tid     |
| --------- | -------------------------------------------------------------------------------- | -------------- | ------- |
| 1         | John Beattie, Ian McNuff, David Townsend, Martin Cross                           | Storbritannien | 6:12,71 |
| 2         | Daniel Voiculescu, Carolică Ilieş, Petru Iosub, Nicolae Simion                   | Rumänien       | 6:13,31 |
| 3         | Georgi Georgiev, Latjezar Bojtjev, Kiril Kirtjev, Valentin Stoev                 | Bulgarien      | 6:22,57 |
| 4         | Mirosław Jarzembowski, Mariusz Trzciński, Henryk Trzciński, Marek Niedziałkowski | Polen          | 6:30,26 |

### Finalser

#### A-final
| Placering | Roddare                                                            | Land            | Tid     |
| --------- | ------------------------------------------------------------------ | --------------- | ------- |
| 1         | Siegfried Brietzke, Andreas Decker, Stefan Semmler, Jürgen Thiele  | Östtyskland     | 6:08,17 |
| 2         | Aleksej Kamkin, Valerij Dolinin, Aleksandr Kulagin, Vitali Eliseev | Sovjetunionen   | 6:11,81 |
| 3         | John Beattie, Ian McNuff, David Townsend, Martin Cross             | Storbritannien  | 6:16,58 |
| 4         | Vojtěch Caska, Jiří Prudil, Josef Neštický, Lubomír Zapletal       | Tjeckoslovakien | 6:18,63 |
| 5         | Daniel Voiculescu, Carolică Ilieş, Petru Iosub, Nicolae Simion     | Rumänien        | 6:19,45 |
| 6         | Jürg Weitnauer, Bruno Saile, Hans-Konrad Trümpler, Stefan Netzle   | Schweiz         | 6:26,46 |

#### B-final
| Placering | Roddare                                                                          | Land      | Tid     |
| --------- | -------------------------------------------------------------------------------- | --------- | ------- |
| 7         | Jean-Pierre Bremer, Nicolas Lourdaux, Bernard Bruand, Dominique Basset           | Frankrike | 6:19,06 |
| 8         | Mirosław Jarzembowski, Mariusz Trzciński, Henryk Trzciński, Marek Niedziałkowski | Polen     | 6:22,31 |
| 9         | Georgi Georgiev, Latjezar Bojtjev, Kiril Kirtjev, Valentin Stoev                 | Bulgarien | 6:22,49 |
| 10        | Kent Larsson, Pär Hurtig, Jan Nicklasson, Göran Johansson                        | Sverige   | 6:23,61 |
| 11        | Wenceslao Borroto, Ismael Carbonell, Jorge Álvarez, Hermenegildo Palacio         | Kuba      | 6:36,20 |